# L'equivoco stravagante
Personnages
- Gamberotto, un agriculteur nouveau-riche - (Baryton)
- Ernestina, fille de Gamberotto - (Contralto)
- Buralicchio, futur d'Ernestina -  (Basse)
- Ermanno, amoureux d'Ernestina - (Ténor)
- Rosalia, servante d'Ernestina -  (Mezzo-soprano)
- Frontino, serviteur de Gamberotto et confident d'Ermanno - (Ténor)
- Paysans, soldats, serviteurs (chœur)

L’equivoco stravagante (en français « l'extravagant quiproquo ») est un opera buffa (dramma giocoso per musica) en deux actes de Gioachino Rossini. L'opéra fut créé le 26 octobre 1811 au Teatro del Corso de Bologne.

## Intrigue
Gamberetto, un paysan nouvellement enrichi, a fait le choix pour sa fille Ernestina d'un époux en la personne de Buralicchio, un homme riche mais passablement sot. Ernestine cependant est aimée d'Ermanno, homme sans fortune qui s'est fait précepteur au sein de la maisonnée pour être plus proche de son aimée. Afin de décourager l'autre prétendant, Ermanno lui fait parvenir au moyen d'une lettre une rumeur selon laquelle Ernestina serait un castrat déguisé en femme afin d'échapper au service militaire. Buralicchio se retourne alors contre le prétendu travesti et Ernestina est conduite en prison sous le nom d'Ernesto. Ermanno survient alors en uniforme de soldat pour libérer l'innocente victime de sa ruse. Après quelques péripéties la situation se clarifie pour conduire à la satisfaction de tous les protagonistes et à la décision de marier Ernestina et Ermanno.

## Rôles
| Rôle                                                   | Tessiture     | Distribution lors de la création 26 octobre 1811 (chef d'orchestre : Giuseppe Boschetti) |
| ------------------------------------------------------ | ------------- | ---------------------------------------------------------------------------------------- |
| Gamberotto, riche fermier                              | Baryton       | Domenico Vaccani                                                                         |
| Ernestina, sa fille                                    | Contralto     | Marietta Marcolini                                                                       |
| Buralicchio, jeune homme riches promis à Ernestina     | Basse         | Paolo Rosich                                                                             |
| Ermanno, jeune homme pauvre amoureux d'Ernestina       | Ténor         | Tommaso Berti                                                                            |
| Rosalia, femme de chambre d'Ernestina                  | Mezzo-soprano | Angiola Chies                                                                            |
| Frontino, servant de Gamberotto et confident d'Ermanno | Ténor         | Giuseppe Spirito                                                                         |

## Création
L'opéra fut accueilli positivement par le public à sa création en 1811. La critique trouva néanmoins la pièce choquante à plusieurs titres, elle lui reprocha en particulier ses situations ambiguës, sa critique des classes aisées et des militaires ainsi que son mépris pour les castrats. Malgré des modifications apportées au livret, la pièce fut interdite à Bologne seulement trois représentations après la création.
Aux XXe et XXIe siècles, la pièce fut donnée occasionnellement, par exemple à Wexford (au Festival Opera) en 1968, à Berne en 1973, à Bad Wildbad en 1993/94 et 2000, à Hambourg en 2001/02, à New York en 2004, à Berlin (Deutsche Oper) en 2004, à Pesaro en 2002 et 2008 ou encore à Riehen en 2011.

## Discographie
- 1974 avec Sesto Bruscantini, Margherita Guglielmi, Rolando Panerai, Giuseppe Baratti, Carlo Gaifa, Elena Zilio ; chef d'orchestre : Bruno Rigacci
- 2000 avec Marco Di Felice, Petia Petrova, Marco Vinco, Dario Schmunk, Eduardo Santamaria, Monica Minarelli ; chef d'orchestre : Alberto Zedda

## Sources
1. ↑  About this Recording sur Naxos.com
2. ↑  (en) Bronx Journal, Nytimes.com, 18 janvier 2004

- (de) Cet article est partiellement ou en totalité issu de l’article de Wikipédia en allemand intitulé « L’equivoco stravagante » (voir la liste des auteurs).